# Hutteneiche

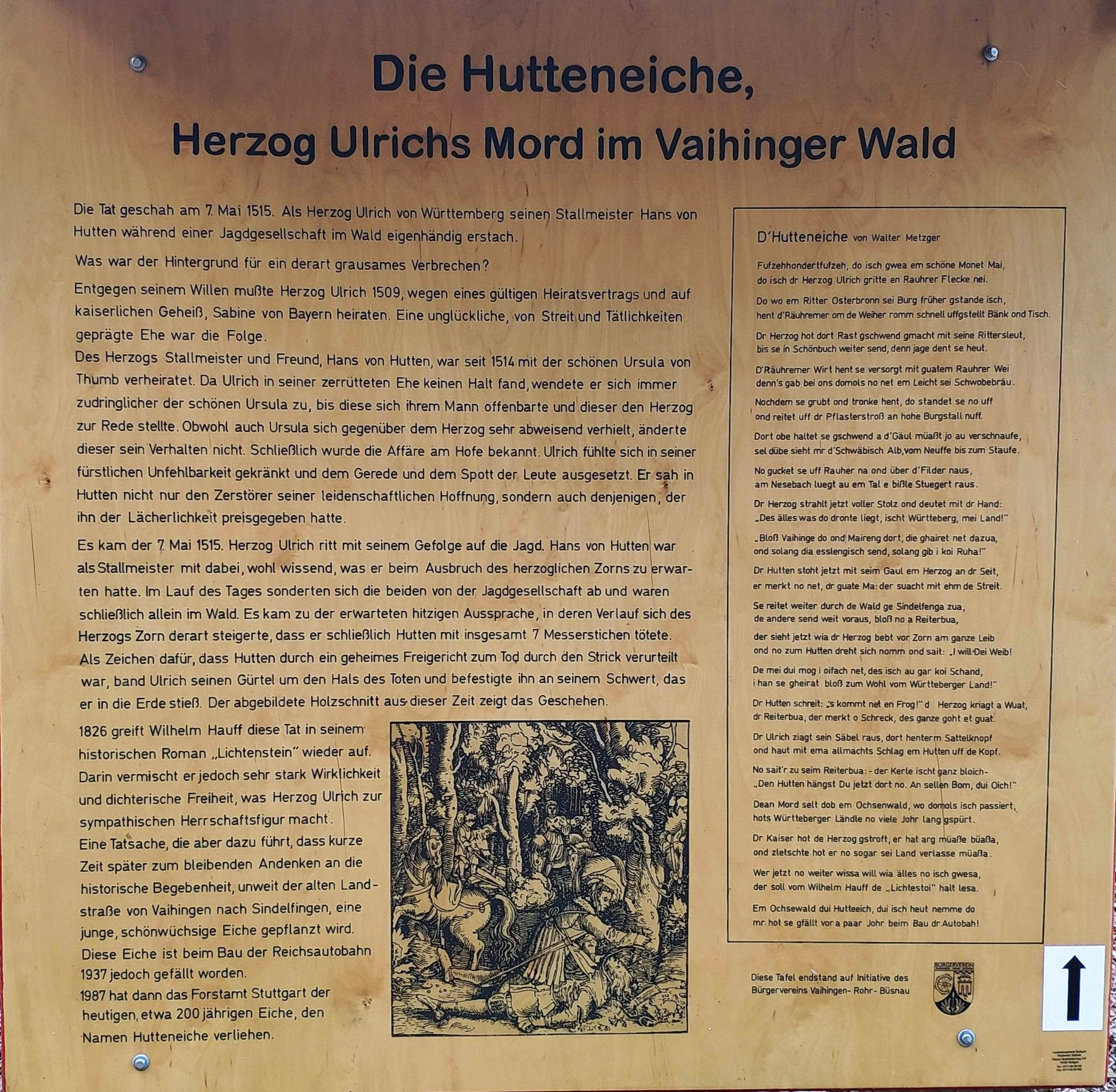
Hinweistafel

Die Hutteneiche ist eine Eiche in Vaihingen, einem Stadtteil der baden-württembergischen Landeshauptstadt Stuttgart. Die Eiche steht auf der Rohrer Höhe im Vaihinger Wald in der Nähe der Bundesautobahn 8.

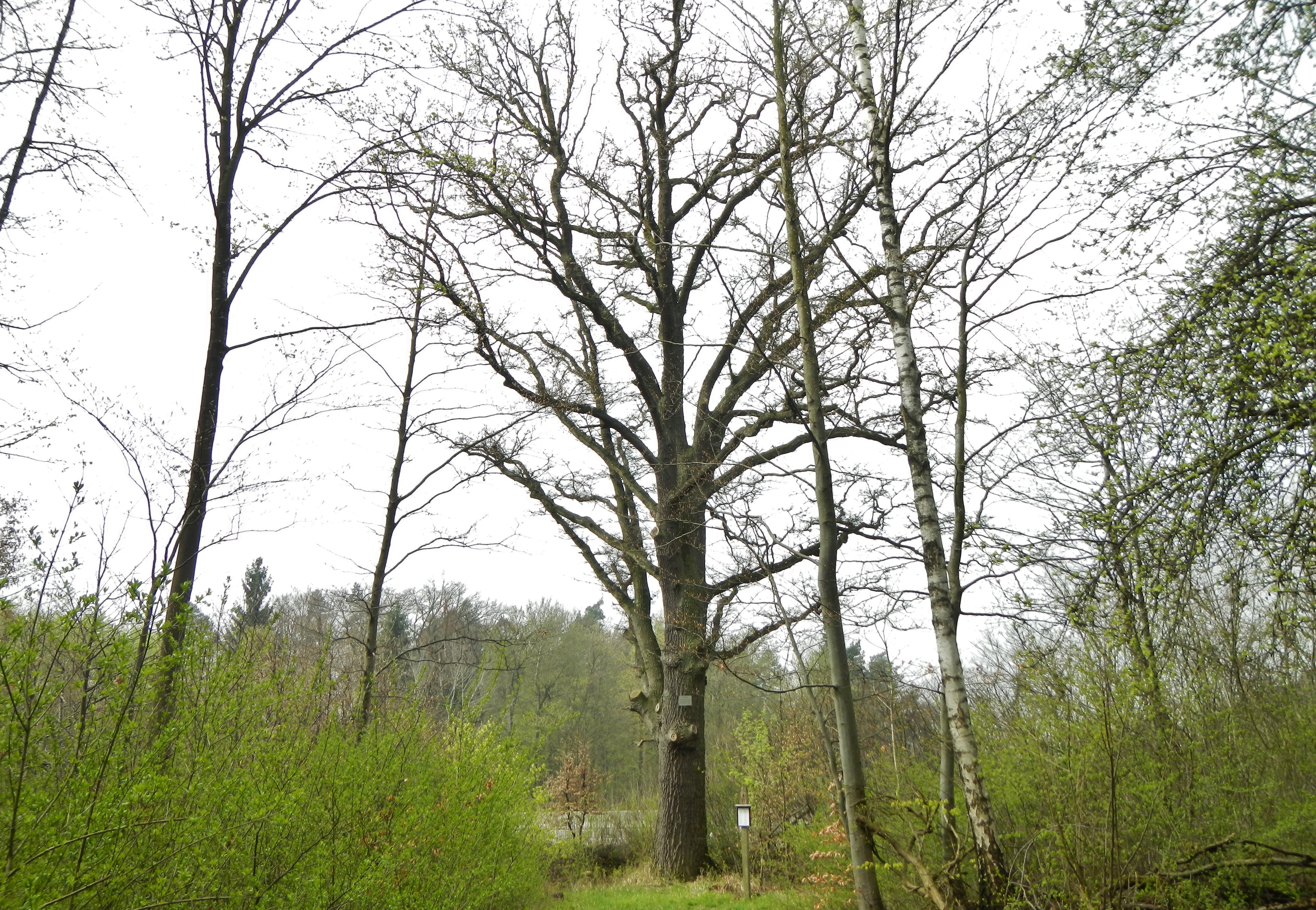
Hutteneiche 2013

Sie erinnert mit ihrem Namen an eine Geschichte, die sich im 16. Jahrhundert an dieser Stelle abgespielt haben soll: Am 7. Mai 1515 erstach Herzog Ulrich von Württemberg während einer Jagdgesellschaft den Stallmeister Hans von Hutten. Zuvor hatte der Herzog, der unglücklich verheiratet war, um die Gunst der Gattin seines Stallmeisters gebuhlt. Am Rande der Jagd soll es zu einer hitzigen Aussprache zwischen beiden gekommen sein. Herzog Ulrich tötete seinen Stallmeister schließlich mit sieben Stichen und soll den Leichnam an der Eiche aufgehängt haben. Im Januar 2013 wurde eine Hinweistafel zur Hutteneiche im Vaihinger Wald aufgestellt.